# WCT Tournament of Champions 1987
Il WCT Tournament of Champions 1987 è stato un torneo di tennis giocato sulla terra verde. Si è giocato al West Side Tennis Club di Forest Hills negli Stati Uniti. È stata l'11ª edizione del singolare, l'8a del doppio. L'evento fa parte del Nabisco Grand Prix 1987. Si è giocato dal 4 al 10 maggio 1987.

## Campioni

### Singolare maschile
Andrés Gómez ha battuto in finale  Yannick Noah con il punteggio di 6–4, 7–6, 7–6

### Doppio maschile
Guy Forget /  Yannick Noah hanno battuto in finale  Gary Donnelly /  Peter Fleming con il punteggio di 4–6, 6–4, 6–1